# HTC One
Chytrý telefon HTC One (M7) byl vlajkovou lodí HTC pro rok 2013. Díky hliníkovému tělu (až 75 % hliníku), dvěma hlasitým a kvalitním reproduktorům (nad a pod displejem), jemnému displeji a od základu předělanému a svižnému prostředí Sense zaujal spoustu lidí. Telefon se začal prodávat s verzí Androidu 4. 1 (JB) a přes další aktualizace 4. 2 (Sense 5. 5), 4. 3, Sense 6, 4. 4. 2 a 4. 4. 3 Kitkat se dostal až na aktualizaci 5. 0. 2 Lollipop (březen 2015). Také byl představen tzv. ultrapixelový snímač.

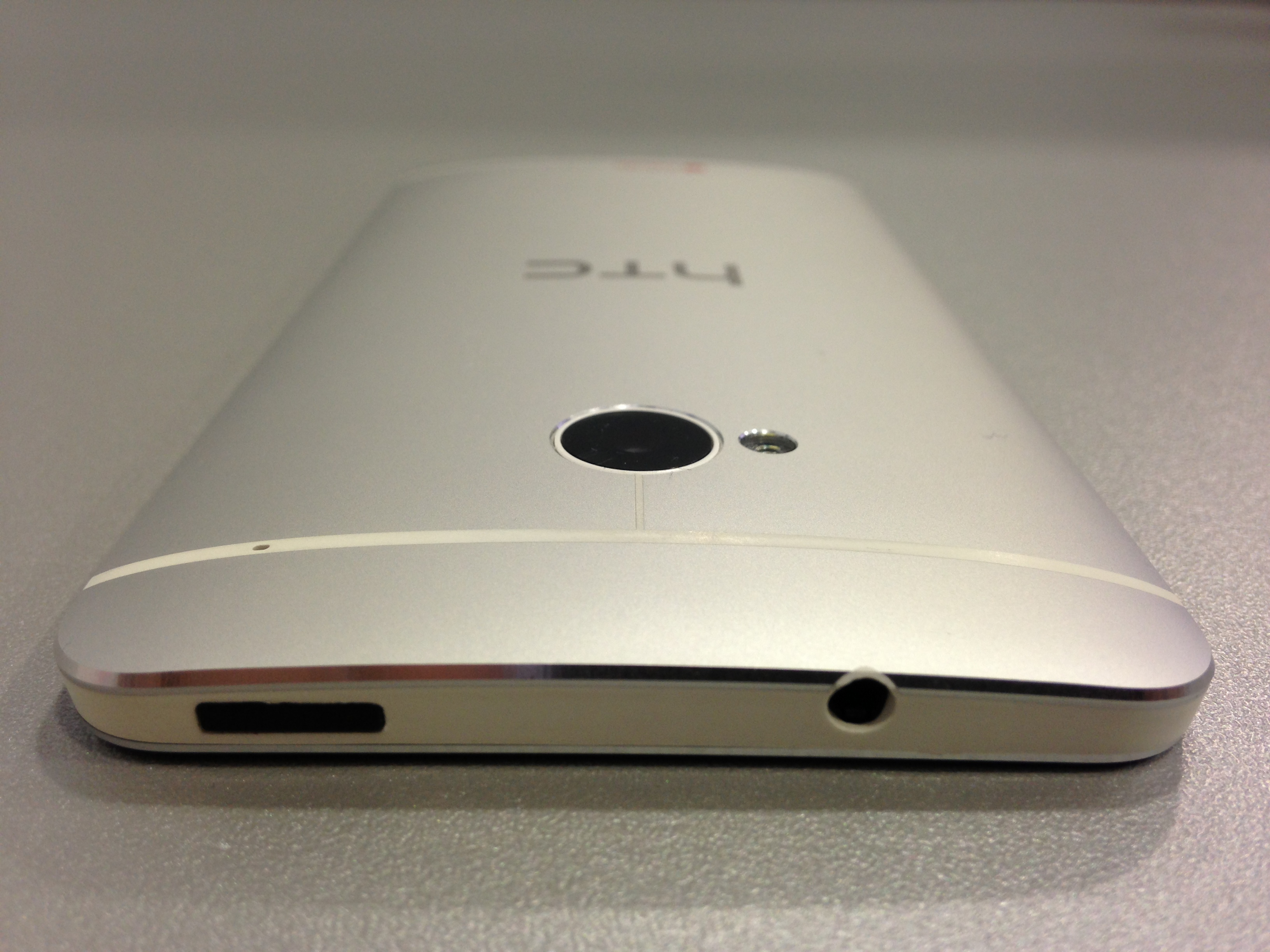
HTC One M7: pohled na ultrapixelový snímač

## UltraPixel
Tento marketingový název zavedlo HTC. Je pravda, že větší pixel zachytí víc světla (tím i víc barev) než menší pixel. HTC tedy ponechalo velikost snímače, ale počet pixelů snížilo na 4,1 Mpx. Pokud tedy vezmeme dva stejně velké snímače, jeden však 8 Mpx a druhý 4 Mpx, můžeme snadno vypočítat, že „ultrapixelový“ snímač má dvakrát větší pixely a tím zachytí i dvakrát více světla. Výhoda při focení v klubech, tmavších prostorách, šeru nebo noci je tedy na straně HTC One. Šum na fotkách je minimální. Výsledné fotky mají také přirozenější barvy. Za denního světla je však méně megapixelů znát a fotografie nedosahují takových kvalit jako konkurence.

## Specifikace
- 4,7" FullHD displej (480 ppi)
- Procesor: Snapdragon 600 4 x 1,7GHz
- 2 GB RAM
- 32 nebo 64 Gb vnitřní paměť
- Fotoaparát: 4,1 Mpx (ultrapixel), světelnost f2.0, OIS, 4xZoom, FullHD video
- Přední kamerka: 2,1 Mpx, HD video, AutoSelfie
- Baterie: 2300 mAh
- Zoe, BlinFeed, Power to Give, Televize